# زواج المثليين في مانيتوبا
أصبح زواج المثليين قانونيا في المقاطعة الكندية مانيتوبا قانونيا منذ 16 سبتمبر 2004. حكم القاضي دوغلاس يارد في قضية فوغل ضد كندا، بأن سياسة حكومة مانيتوبا غير دستورية، وأمر المقاطعة بالبدء في إصدار تراخيص زواج للأزواج للمثليين.
أصبحت مانيتوبا خامس ولاية قضائية في كندا (والثامنة في جميع أنحاء العالم) التي تقوم بتوسيع نطاق الزواج المدني ليشمل الأزواج المثليين، بعد محافظات أونتاريو، كولومبيا البريطانية وكيبك، وإقليم يوكون. قال القاضي يارد إن حكمه كان متأثرا بالأحكام السابقة في كولومبيا البريطانية وأونتاريو وكيبك.
جاء هذا القرار في أعقاب دعوى رفعها ثلاثة أزواج مثليين في مانيتوبا مُنعوا من الحصول على تراخيص زواج من حكومة مانيتوبا. وقد أعلنت كل من الحكومة الإقليمية والحكومة الفيدرالية أنها لن تعارض عرض المحكمة.
أظهر استطلاع للرأي أجرته صحيفة وينيبيغ فري برس في يونيو 2005 أنه من بين 14 نائبا فيديراليا من مانيوبا في البرلمان الفيدرالي الكندي في مانيتوبا، كان ثمانية منهم يعارضون زواج المثليين، خمسة منهم يؤيدونه وواحد منهم تعثر الاتصال به.

## فوغل ضد كندا
في عام 1974، كان أحد الأزواج المثليين، كريس فوغل وريتشارد نورث، متزوجين في «الكنيسة الموحدة العالمية الأولى في وينيبيغ»، ولكن حكومة مانيتوبا رفضت تسجيل هذا الزواج.
في 16 سبتمبر 2004، أمر القاضي دوغلاس يارد المقاطعة ببدء إصدار تراخيص زواج للأزواج المثليين، وحكم بأن حظر زواج المثليين غير دستوري. لم يتزوج فوغل ونورث لأنهما تزوجا قبل 30 عامًا في الكنيسة الموحدة.
وكان الأزواج المثليون الآخرون المشتركون في هذه القضية هم ستيفاني تشولاكيس وميشيل ريتشوت وأيضا لورا فويس وجوردان كانتويل. تم إصدار تراخيص زواج لكل من هؤلاء الأزواج بعد صدور أمر من المحكمة، وتزوجا في مانيتوبا. كل من لورا فويس وجوردان كانتويل وزيران في الكنيسة المتحدة بكندا، وفي عام 2015 تم انتخاب جوردان كانتويل لقيادة الكنيسة كمشرفة.
نشأ جدل بعد الحكم بفترة وجيزة، عندما أرسل مكتب الإحصاءات الحيوية في المقاطعة رسائل إلى مفوضي الزواج الحكوميين في المقاطعة (وليس رجال الدين) يطلبون منهم إعادة شهادات تسجيلهم إذا رفضوا عقد زواج المثليين. أعلن القاضي الناقد الفيدرالي المحافظ، فيك تويز، أنه سيقدم شكوى إلى لجنة حقوق الإنسان في مانيتوبا إذا لم يتم إلغاء هذه السياسة.
في عام 2015، تقدم ريتشارد نورث بشكوى من التمييز ضد لجنة حقوق الإنسان في مانيتوبا عندما رفضت حكومة مانيتوبا مرة أخرى تسجيل زواجه من كريس فوغل في الكنيسة الموحدة.-1.2961152 "
أحالت اللجنة هذه القضية إلى قاضٍ نظر في الشكوى في نوفمبر/تشرين الثاني 2017. وحكم القاضي في قضية الزوجين في يناير 2018. شهادة الزواج التي أصدرتها لهم الكنيسة الموحدة في عام 1974 معروضة الآن في المتحف الكندي لحقوق الإنسان. توجد لوحة لفوغل نورث، للفنانة رودي جودمان، محفوظة لدى أرشيفات المثليات والمثليين الكنديين في مجموعتها الوطنية للصور.

## تشريعات المقاطعة

### علاقات القانون العام
منذ عام 2001، تمكن الشركاء المثليون من الوصول إلى العلاقات التي تقرها الحكومة، مما يوفر لهم بعض حقوق وفوائد الزواج.

### زواج المثليين
في أكتوبر 2008، تم تعديل قانون الزواج عن طريق استبدال عبارة «الزوج والزوجة» بعبارة «الزوجين». أصبحت مانيتوبا المقاطعة الرابعة، بعد كيبك، وأونتاريو، جزيرة الأمير إدوارد تضيف تعريفا محايدة جندريا للزوج في قوانين الزواج الخاصة بها.

## إحصاءات الزواج
كان حوالي 900 من الأزواج المثليين قد تزوجوا في غضون اثني عشر عامًا بعد صدور حكم المحكمة. تم الاحتفال بمتوسط 79 حالة لزواج المثليين سنويًا، وبلغت ذروتها 2014 مع 107 حالة لزواج المثليين.